# Stamp on the Ground
«Stamp on the Ground» es un sencillo del grupo de dance alemán ItaloBrothers. La canción fue estrenada en Alemania con el formato de descarga digital el 25 de septiembre de 2009.

## Vídeo musical
El video musical que acompaña al sencillo fue estrenado Youtube el 14 de junio de 2009, con un duración total de 3:34 minutos. 

Tiene el 3.º puesto actualmente en la lista  vídeos de música disponible por artistas alemanes, habiendo tenido por encima de 48 millones de reproducciones en septiembre de 2015

## En la cultura popular
Un fragmento de esta canción suena en el estadio de Riazor tras cada gol del equipo local, el Real Club Deportivo de La Coruña, y durante los descansos de los partidos de dicho club.

## Lista
Descarga digital
1. "Stamp on the ground" (Radio Mix) - 3:16
2. "Stamp on the ground" (Caramba Traxx la radio Edita) - 3:45
3. "Stamp on the ground" (Megastylez Radio Mix) - 3:34
4. "Stamp on the ground" (Max Farenthide Radio Mix) - 3:41
5. "Stamp on the ground" (Extended Mix) - 5:04
6. "Stamp on the ground" (Caramba Traxx Remix) - 5:56
7. "Stamp on the ground" (Megastylez Remix) - 5:09
8. "Stamp on the ground" (Max Farenthide Remix) - 6:22

## Estreno por países.
| Región    | Fecha                    | Formato          |
| --------- | ------------------------ | ---------------- |
| Alemania  | 25 de septiembre de 2009 | Descarga digital |
| Austria   | 25 de septiembre de 2009 | Descarga digital |
| Suiza     | 25 de septiembre de 2009 | Descarga digital |
| Francia   | 25 de septiembre de 2009 | Descarga digital |
| Dinamarca | 15 de junio de 2010      | Descarga digital |
| Finlandia | 15 de junio de 2010      | Descarga digital |
| Noruega   | 15 de junio de 2010      | Descarga digital |
| Suecia    | 15 de junio de 2010      | Descarga digital |

## Curiosidades
La canción se utiliza en el inicio y los descansos de los partidos como local del Real Club Deportivo de La Coruña en el Estadio de Riazor